# Tyge Becker
Tyge Alexander Becker (født 17. maj 1812 på Tirsbæk, død 9. november 1869 i København) var en dansk historiker, arkivar og forfatter.
Becker blev født på herregården Tirsbæk, som ejedes af hans forældre, generalkrigskommissær Carl F. Becker (død 1858) og Helene født de Thygeson (død 1839).
I 1830 dimitteredes Becker fra Herlufsholm til universitetet, hvor han startede på et jura-studie. I 1842 tog han magisterkonferens i historie og 1843-44 foretog han en videnskabelig udlandsrejse. I 1847 fik han titel af professor. I forbindelse med krigen i 1848 meldte han sig frivilligt til hæren og var kortvarigt reserveløjtnant. I perioden 1839-41 udgav Becker Orion. Historisk-geographisk Maanedskrift i fire bind samt 1843 og 1851 Orion. Historisk Qvartalskrift i to bind, som bl.a. omhandlede adelen og herregårdene. I 1840 var han i et halvt år redaktør af dagbladet Dagen.
Becker synes at have nydt Christian 8.s gunst, og blev i 1845 leder af det nyoprettede genealogisk-historiske arkiv ved Ordenskapitlet. Dette arkiv skulle modtage frivilligt afleveret materiale fra private og offentlige samlinger, men måtte nedlægges allerede 1849, da kun få ønskede at aflevere deres arkiver. Derefter blev Becker ansat som "ekstraordinær medarbejder" i Gehejmearkivet, hvor han forblev til sin død. Hans hovedopgave var her registrering af arkivets topografiske samling på papir.
I årene 1844-54 skrev Becker teksten til Prospecter af danske Herregaarde. I 1851 blev han valgt til sekretær i Danske Selskab, og han bidrog med et stort antal meddelelser i Danske Magazin. Efterhånden opgav Becker mere og mere sin historiske forfattervirksomhed, om end hans måske smukkeste værk, Herluf Trolle og Birgitte Gøie, først kom i 1865 i anledning af 300-års festen på Herlufsholm. Til gengæld skrev han historiske romaner (6 bøger udkommet 1855-63).
Becker døde ugift i 1869 efter langvarig kræft i ansigtet. Han er begravet på Assistens Kirkegård.

## Vurdering
Dansk Biografisk Leksikon er kritisk over for Beckers værker: Orion kaldes utilstrækkeligt forberedt, hans historiske romaner er "visselig ikke mesterværker", og hans faghistoriske værker er "pyntet med luftige hypoteser". Kun herregårdsbeskrivelserne omtales mere positivt.